# Alfred Rosmer
Pour les articles homonymes, voir Rosmer.
Alfred Rosmer, de son vrai nom Alfred Griot, né le 23 août 1877 près de New York et mort le 6 mai 1964 à Créteil, est un syndicaliste qui s'illustra à La Vie ouvrière (VO), un des fondateurs de la Troisième Internationale, membre du bureau politique du parti communiste-SFIC (futur PCF) entre 1922 et 1924, proche de Léon Trotski à partir de son exclusion en 1924, historien du mouvement ouvrier.

## Biographie

### Enfance et jeunesse
Jusqu'à l'âge de 8 ans, le jeune Alfred Griot vit à Patterson près de New-York où son père était coiffeur avant d'installer un salon à Montrouge en 1884. Ce père, dreyfusard, mettra L'Aurore dans son salon de coiffure. Après avoir passé son brevet et exercé quelques petits métiers, Alfred réussit un concours qui lui permet de devenir employé aux écritures dans les mairies parisiennes.
Son principal biographe, Christian Gras, note que « l'idée de faire carrière était, pour lui comme pour d'autres futurs militants, d'intelligence exceptionnelle et brillante, de vaste culture, totalement étrangère à leur conception de la vie ». Il profite donc du temps libre que lui laisse un travail peu contraignant pour s'intéresser au théâtre, à la peinture et à la littérature. Il est également gagné par les idées révolutionnaires. Rebuté par le parlementarisme des socialistes, il est de tendance anarchiste. Il adhère à différents mouvements : Montagne Sainte-Geneviève, Étudiants socialistes révolutionnaires, Étudiants socialistes révolutionnaires internationalistes.
De son enfance aux États-Unis, il a gardé le souvenir de la langue anglaise. De plus, il apprend l'italien et le russe pour lire les auteurs qui l'intéressent. En juin 1906, Alfred signe son premier article dans le journal anarchiste Les Temps nouveaux, une critique théâtrale sur Ibsen. Le théâtre sera une passion qui ne le quittera jamais.

### La Vie ouvrière
Alfred avait adhéré en 1899 au premier syndicat des employés de préfecture. Il s'éloigne lentement de l'anarchisme pour se rapprocher du syndicalisme révolutionnaire et signe ses premiers articles, toujours sur le théâtre dans le journal La Vie ouvrière, le journal de la CGT que Pierre Monatte a fondé en 1909. À partir de 1913, il fait partie du « noyau » (nom du groupe de direction officieux) du journal et signe sous le pseudonyme d’Alfred Rosmer. Il est le spécialiste de l'Angleterre et des États-Unis. Monatte et Rosmer resteront toujours de fidèles amis.
À partir de 1912, Rosmer collabore également à La Bataille syndicaliste où il remplace Amédée Dunois. Il se met alors en congé illimité de son administration. L'amateur de théâtre devient alors chroniqueur parlementaire, où il critique les discours « très Comédie Française ». Il est aussi sévère pour l'éloquence verbeuse des parlementaires que pour le débraillé qui s'affiche dans certains milieux anarchistes.
Ses intérêts pour les problèmes internationaux le conduisent à effectuer de nombreux voyages en Angleterre, en Suisse et en Belgique pour assister à des congrès ou suivre des grèves, rencontrer des militants. En 1913, il est envoyé à la Conférence syndicaliste internationale qui se tient à Londres. La CGT et la VO, en désaccord avec la création d'une Internationale de ce type, ont refusé d’y participer officiellement. Rosmer reste toujours curieux de rencontrer des militants étrangers.

### La guerre
Lors de la déclaration de guerre en 1914, Rosmer et Pierre Monatte sont en opposition avec la politique de l’Union sacrée et refusent de soumettre à la censure la VO, qui cesse par conséquent de paraître. Rosmer est mobilisé mais reste proche de Paris et peut poursuivre ses activités militantes. Toujours en phase avec Monatte, il devient l’âme d’un petit groupe internationaliste. Il organise la diffusion clandestine en France de l'« Au-dessus de la mêlée » publié en Suisse, par Romain Rolland. C’est à cette époque qu’il se lie d’amitié avec des militants russes exilés à Paris, en particulier Trotski et Martov, qui allaient aux réunions de la VO. Presque chaque dimanche, Rosmer passait la journée dans un des logis parisiens de Trotski.
Il ne peut se rendre à la conférence de Zimmerwald, qui réunit, en dehors des structures traditionnelles, syndicalistes et socialistes. C’est là que se crée le Comité pour la reprise des relations internationales. Rosmer participe aux réunions du groupe et signe avec Trotski, le 29 février 1916 dans le Bulletin de Zimmerwald, un manifeste affirmant clairement la nécessité d'une nouvelle Internationale[réf. nécessaire].
C’est à cette époque qu’il rencontre à une réunion pacifiste Marguerite Thevenet, qui restera sa compagne jusqu’à sa mort.

### Le Comité de laIIIeInternationale
À partir de 1917, il soutient la Révolution russe. Toujours d’accord avec Monatte, il défend la ligne d’un mouvement internationaliste s’appuyant sur un syndicalisme révolutionnaire.
La Vie ouvrière reparaît le 30 avril 1919. Au congrès de la CGT de Lyon auquel il assista et dont il fit le compte rendu, le discours de Monatte traçait le programme de la minorité syndicaliste.
Le « Comité pour la reprise des relations internationales », devient en mai 1919 le « Comité de la IIIe Internationale » qui délègue Rosmer à Moscou pour le IIe congrès de la Troisième Internationale que l’on appellera aussi Internationale Communiste (IC). Rosmer va rester en Russie dix-sept mois pendant lesquels il fréquentera tous les dirigeants bolcheviques, notamment Trotski et Lénine et les dirigeants de l’IC comme Zinoviev avec qui les rapports seront toujours tendus. Il est admis au Comité exécutif de l'IC et siège à la Commission des problèmes internationaux qu’il préside à plusieurs reprises et à la commission syndicale. Il entre au « petit bureau » du comité exécutif, aux côtés de Zinoviev, Radek, Boukharine et Béla Kun.
Il travaillait essentiellement au sein des instances de l'IC. Ses prises de position furent nettes. Dans les discussions internes, s'il avait des divergences tactiques, ou d'autres plus profondes, il ne souhaitait pas les exposer à l'extérieur. il n'était pas question de nuire à l'action de l'IC avec laquelle il était en accord sur les points essentiels.
Rosmer approuve globalement la politique des bolcheviques, même s’il ne minimise pas les difficultés de la révolution dans les articles qu’il envoie à la presse révolutionnaire en France. Il n’imagine pas de désaccord avec la répression de Kronstadt et ne croit pas à la possibilité d'un assassinat des autres délégués français anarcho-syndicalistes ou communistes Vergeat, Lepetit et Lefebvre mystérieusement disparus dans le Grand Nord alors qu'ils tentaient de rentrer en France par Mourmansk. Christian Gras note que ce sera un sujet douloureux pour le reste de sa vie.
L’ancien anarchiste accepte également la nécessité de la dictature du prolétariat, radicalement différent du socialisme parlementaire. Sa présence à Moscou l'a empêché de participer directement à la préparation du Congrès de Tours, mais Monatte, qui n'a pas encore fait le pas d'adhérer à un parti, et Rosmer sont membres du Comité de la Troisième Internationale et donc très proches de ses dirigeants au sein du Parti socialiste (Fernand Loriot, Boris Souvarine etc.), et n'ont que méfiance et mépris pour Frossard ou pour Cachin, les deux dirigeants « centristes » de la jeune Section Française de l’Internationale Communiste (SFIC, plus tard rebaptisée « Parti communiste français »).

### Création de L'Internationale Syndicale Rouge
En juillet 1921, Rosmer participe au congrès constitutif de l'Internationale Syndicale Rouge (ISR). La question des relations entre les deux internationales est extrêmement délicate. Pour les anarcho-syndicalistes, le syndicat est l'outil primordial pour mener à bien une révolution ouvrière, alors que la vision léniniste donne la primauté au parti. Rosmer, le seul rapporteur après la défection de Zinoviev, s'en tire par un discours habile : puisque la majorité des délégués était favorable à la coopération des deux Internationales, cette coopération entre les deux internationales, souhaitée par la majorité des délégués, devait être acceptable. Les partis doivent se rapprocher des syndicats révolutionnaires. Cela implique un lien et non une subordination. Cependant, un délégué russe, Alexei Losovski, présente un texte qui prévoit une liaison organique obligatoire entre parti et syndicat. Rosmer ne peut faire mieux que de remplacer « obligatoire » par « hautement désirable ».

### Création de la CGTU
À la fin de 1921, Rosmer est remplacé par Boris Souvarine comme représentant français au sein de l'IC. Il regagne la France, mais effectuera encore plusieurs séjours à Moscou entre 1922 et 1924.
En juillet 1921, le congrès de Lille de la CGT avait vu s'affronter les majoritaires réformistes et les minoritaires révolutionnaires. La scission est inévitable. De retour en France, Rosmer participe au congrès des minoritaires de décembre 1921. Il défend le principe d'une Internationale unique mais se retrouve exceptionnellement contre Monatte, hostile à la liaison entre les Internationales. Lorsque Monatte se retire de la direction de La Vie ouvrière, il se fait remplacer par Gaston Monmousseau, jugé plus favorable à l'indépendance du syndicalisme. En juillet 1922, les minoritaires se réunissent pour le premier congrès de la CGTU dont Rosmer obtient finalement l'affiliation à l'ISR.

### Membre du bureau politique de la Section Française de l’Internationale Communiste
À son retour de Moscou, Rosmer a adhéré au nouveau parti issu du Congrès de Tours, la SFIC (Section française de l’Internationale Communiste – futur Parti communiste français) et va rapidement y prendre des responsabilités. Il se situe dans la « Gauche » du parti aux côtés de Souvarine et à ce titre devient membre du Comité directeur après le IVe congrès de l'IC, en décembre 1922. Il est ensuite élu au Bureau politique en janvier 1923 et réélu au congrès de Lyon en janvier 1924. Rosmer ne conserve pas longtemps le poste de secrétaire général de L'Humanité, poste qu'il tient en 1923, pour lequel il semble si bien fait.
À Moscou, il s'était opposé à Zinoviev et à Paris, il va naturellement s'opposer à Albert Treint, l'homme de Zinoviev nommé cosecrétaire du bureau politique depuis 1922. Treint mène une campagne contre les « droitiers ». Le 18 mars 1924, Rosmer s'abstient au Comité directeur dans le vote sur les thèses de Treint, alors que Monatte et Souvarine votent contre.
Ce fut au Ve congrès de l'IC que Rosmer prit pleinement conscience de la situation, de la vraisemblable élimination de Trotski, du triomphe des zinoviévistes et donc du groupe Treint qui entra en force au comité exécutif de l'IC.
Présent au Ve congrès de l'IC, Rosmer voit se profiler l'élimination de Trotski au profit de Zinoviev. De retour à Paris, il fait circuler les notes de Lénine (le « Testament »). Il doit alors s'expliquer devant le Bureau politique, pour avoir fait circuler des « ragots ». Monatte et Rosmer sont alors tenus à l'écart et exclus du BP en octobre 1924. Une conférence nationale extraordinaire les accuse de « frossardisme grossier, individualisme anarchisant, trotskysme mal affiné ».

### La vie après le Parti (1925-1940)
Monatte et Rosmer mènent d'abord un combat commun avec une revue syndicaliste-communiste, La Révolution prolétarienne. Trotski leur demande de liquider la revue, d'agir comme des soldats du parti, de s'adresser à l'Exécutif du Komintern pour demander une révision de leur affaire, ce qu'ils refusent.
En fait, Rosmer devient de plus en plus critique vis-à-vis de l'IC et du régime soviétique, qui « tourne le dos au communisme et crée de nouvelles couches de privilégiés ». Monatte reprend son ancien métier de correcteur d'imprimerie et milite à la base au syndicat des correcteurs. Rosmer devient également correcteur, mais privilégie l'action politique. Quand Trotski est expulsé en Turquie, en 1929, Alfred et Marguerite Rosmer le soutiennent en essayant d'organiser une garde pour prévenir un assassinat et d'obtenir des visas pour des pays plus sûrs. Rosmer s'occupe également aussi de vendre des articles de Trotski dans la grande presse.
En 1929, il devient rédacteur en chef de l'hebdomadaire La Vérité et, en 1930, participe à la création d'une organisation, la Ligue communiste. Mais des divergences apparaissent très vite entre les dirigeants, à savoir lui-même, Maurice Dommanget, Raymond Molinier et Pierre Naville. Désavoué par Trotski sur le rôle de Molinier, Rosmer démissionne de la Ligue en décembre 1930, et abandonne toute collaboration à la Vérité lorsque Trotski ne réagit pas aux accusations de malversations que Molinier professe à son encontre en 1931.
Il soutient le petit groupe trotskiste dissident La Gauche communiste, proche de la majorité de la Fédération unitaire de l’enseignement (École émancipée) et se lance dans l'écriture d'une monumentale Histoire du mouvement ouvrier pendant la guerre dont le tome I sort en 1936. En marge de son métier de correcteur qui lui assure des revenus suffisants pour mener une vie simple à la cité-jardin des Lilas, il peut compter sur Marguerite qui apporte également ses revenus d'animatrice de colonie de vacances et de visiteuse médicale. Le couple effectue quelques séjours à l'étranger, et notamment en Espagne en 1936 où il constate l'ampleur de la lutte des staliniens contre les oppositionnels. En plus de la rédaction de son Histoire du mouvement ouvrier pendant la guerre, il s'attache à dénoncer les crimes staliniens dans les affaires Andrès Nin, Kurt Landau et Ignace Reiss.
Rosmer renoue des liens avec Trotski au moment des procès de Moscou, l'amitié personnelle ayant survécu aux désaccords politiques. Il participe aux travaux des Comités d'études sur les procès de Moscou. Il anime le comité français et fait partie des dix membres de la commission d'enquête mise en place par le comité américain. Il passe ainsi l'été 1937 aux États-Unis à recueillir des témoignages et collabore à l'ouvrage Not guilty !. Dans les meetings auxquels il participe, tant aux États-Unis qu'en France, il doit naturellement affronter l'hostilité des staliniens.
Rosmer reste cependant en marge des organisations trotskistes. Lors de la Conférence constitutive de la IVe Internationale, en novembre 1938, il prête sa petite maison de Périgny mais n'y participe pas. Lorsque Trotski part au Mexique, il désigne Rosmer comme le tuteur de son petit-fils Sieva. En 1939, Alfred et Marguerite se chargent de convoyer Sieva jusqu'à Coyoacan où réside désormais son grand-père et se trouvent en fait aux États-Unis en juin 1940, lors de la défaite et de l'invasion de la France par l'Allemagne nazie.

### La vie après le Parti (1940-1964)
Les Rosmer restent aux États-Unis jusqu'en 1946. Alfred fait des corrections de la Bible et Marguerite donne des leçons de français. Ils voyagent beaucoup, ont peu de contacts avec les Français aux États-Unis, sauf avec Boris et Françoise Souvarine.
De retour en France à l'été 1946, mal à l'aise devant l'unanimité nationale de la France d'après-guerre, il se trouve en plein accord avec ses amis de la Révolution Prolétarienne qui dénoncent cette hypocrisie. Il reprend un travail de correcteur chez les éditeurs Gallimard et Grasset, ainsi que dans la presse quotidienne.
Le couple Rosmer effectue toujours de nombreux voyages, notamment en Yougoslavie après le Schisme Yougoslave, lors de la rupture Tito-Staline.
En 1949, dans son ouvrage Moscou sous Lénine, il rédige ses souvenirs sur son action dans l'Internationale communiste. Il a beaucoup de mal à trouver un éditeur et ne peut publier l'ouvrage qu'en 1953, grâce à l'appui d'Albert Camus, qui préface le livre. En 1959, avec l'aide d'une vente par souscription, il sort le tome II de l'Histoire du mouvement ouvrier de Zimmerwald à la Révolution russe. Il ne pourra jamais mener à bien le tome III.
Engagé contre les guerres coloniales, il signe le Manifeste des 121 titré « Déclaration sur le droit à l’insoumission dans la guerre d’Algérie ».
En 1960, il entre, avec Marguerite, à la maison de retraite Chardon Lagache tout en gardant la « grange ». La mort de Monatte en 1960 le prive de son plus vieil et fidèle ami. En 1962, la mort de Marguerite et, huit jours après, de Natalia Sedova furent pour lui de rudes épreuves. Il a cependant conservé une activité intellectuelle très intense, poursuivant ses travaux de recherche pour son tome III, rédigeant des préfaces pour des œuvres de Trotski. Il était heureux de voir se développer une pensée plus libre sur le communisme, recevant volontiers de jeunes chercheurs et militants. 
Souriant et secret, amical et réservé, chaleureux et volontiers ironique, il aimait les petites réunions d'amis, animait par son humour des petits repas qu'il appréciait, les promenades dans la nature qu'il aimait.
Il décède le 5 mai 1964, à l'hôpital Albert-Chennevier de Créteil, deux ans après son épouse, Marguerite, et quatre ans après son vieil ami Monatte.

## Portraits
- Selon Philippe Robrieux, « D'une taille un peu au-dessus de la moyenne, avec une petite moustache, un visage extrêmement fin et un rien de mélancolie mélangée d'humour dans l'expression, Alfred Rosmer est un homme discret, réservé, mesuré et cultivé. Polyglotte. Lénine avait dit de lui qu'il savait se taire en cinq ou six langues… Il incarne, dans ce qu'il a de meilleur, le type même de l'intellectuel militant, ouvrier du début du siècle… »[réf. nécessaire]

- Selon Albert Camus, « Rosmer, dans des temps tortueux, a suivi une voie droite, à égale distance du désespoir qui finit par vouloir sa propre servitude, et du découragement qui tolère la servitude d'autrui. […] Il n'a rien renié de ce qu'il a toujours cru »[3].

## Publications
- Le mouvement ouvrier pendant la Première Guerre Mondiale, tome I, De l'Union sacrée à Zimmerwald, Librairie du Travail, 1936. Réédition Éditions d'Avron, 1993. Réédition Les Bons Caractères, 2018
- Le mouvement ouvrier pendant la Première Guerre Mondiale, tome II, 'De Zimmerwald à la Révolution Russe, Mouton & Co, 1959. Réédition Éditions d'Avron, 1993. Réédition Les Bons Caractères, 2018
- Moscou sous Lénine, Pierre Horay, 1953, réédition. F. Maspero, 1970, réédition. Les Bons Caractères (avec la préface d'Albert Camus), 2009
- Correspondance Rosmer-Trotsky, Gallimard, 1982.

## Sources
- Colette Chambelland, Christian Gras, article Alfred Rosmer in Dictionnaire biographique du mouvement ouvrier français, éditions ouvrières, 1997
- Philippe Robrieux, Histoire intérieure du parti communiste, T1 et T4, Fayard
- Encyclopédie de la Troisième République: ROSMER (A.)